# Serra de Santo António
Serra de Santo António ist eine Gemeinde (Freguesia) im portugiesischen Kreis Alcanena. In ihr leben 633 Einwohner (Stand 19. April 2021).